# Lambaro (Glumpang Tiga)
Lambaro is een bestuurslaag in het regentschap Pidie van de provincie Atjeh, Indonesië. Lambaro telt 914 inwoners (volkstelling 2010).